# District de Klagenfurt-Land

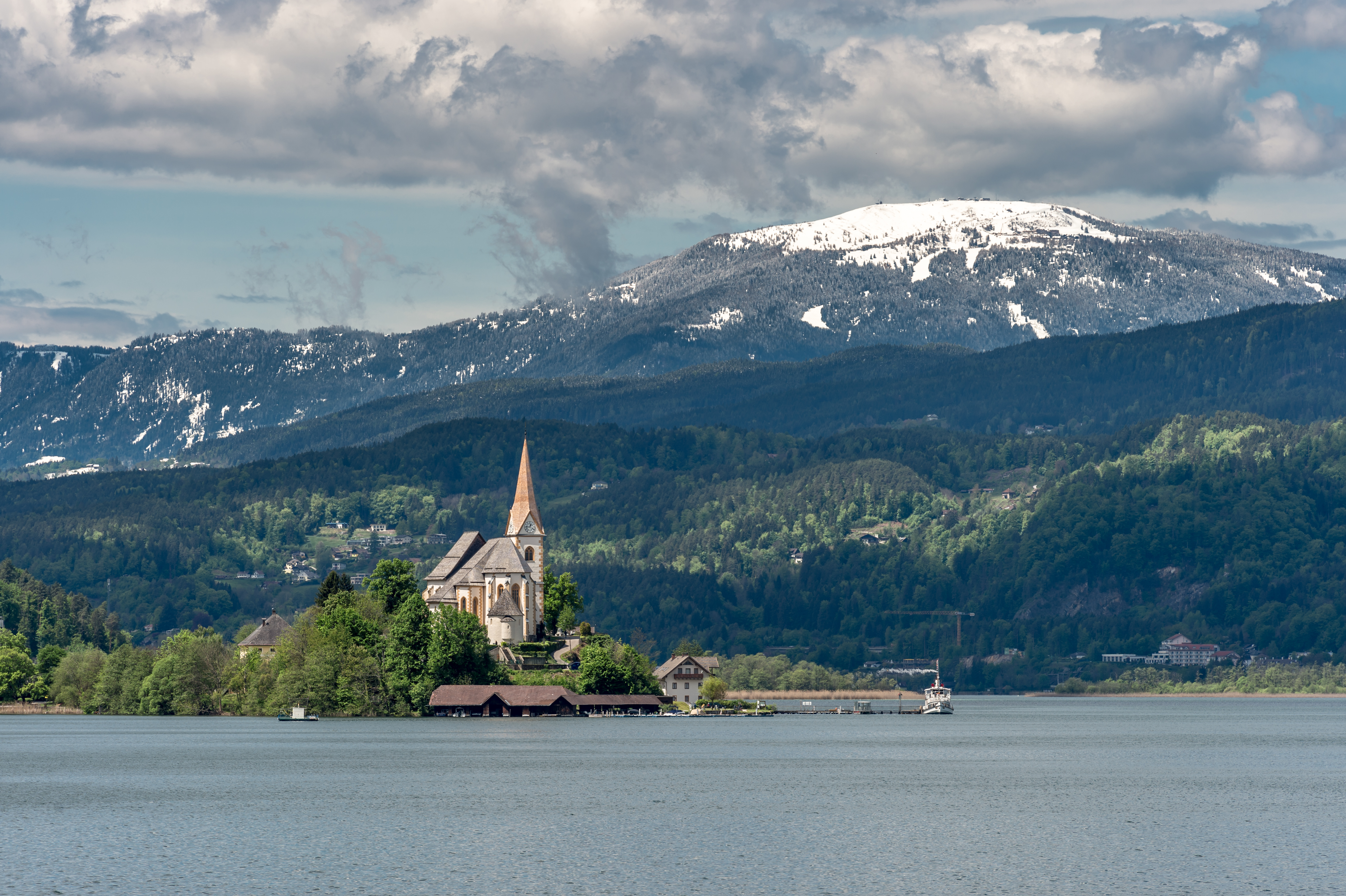
L'église de Saints Primus und Felizian à Maria Wörth, dans le district Klagenfurt-Land. Photo mai 2019.

Le district de Klagenfurt-Land est une subdivision territoriale du land de Carinthie en Autriche.

## Géographie

### Lieux administratifs voisins
| District de Feldkirchen  | Klagenfurt (ville statutaire) | District de Sankt Veit an der Glan |
| District de Villach-Land |                               | District de Völkermarkt            |
|                          | Slovénie                      |                                    |

## Communes
Le district de Klagenfurt-Land est subdivisé en 19 communes :
- Ebenthal in Kärnten
- Feistritz im Rosental
- Ferlach
- Grafenstein
- Keutschach am See
- Köttmannsdorf
- Krumpendorf am Wörther See
- Ludmannsdorf
- Magdalensberg
- Maria Rain
- Maria Saal
- Maria Wörth
- Moosburg
- Poggersdorf
- Pörtschach am Wörthersee
- Sankt Margareten im Rosental
- Schiefling am See
- Techelsberg am Wörther See
- Zell